# Hooge
Hooge (frisó septentrional Huuge, frisó Hege, danès Hoge) és una de les illes Halligen (Illes Frisones) que forma un municipi del districte de Nordfriesland, dins l'Amt de Pellworm, a l'estat alemany de Slesvig-Holstein. El municipi comprèn l'illot de Norderoog. Alguns habitants encara parlen la varietat local de frisó septentrional. L'illa està dividida en els següents warfts (turons artificials construïts com a protecció contra les marejades):
- Backenswarft
- Kirchwarft
- Ockelützwarft
- Hanswarft
- Ockenswarft
- Lorenzwarft/Mitteltritt (doble-terpen)
- Volkertswarft
- Ipkenswarft
- Westerwarft

## Galeria d'imatges

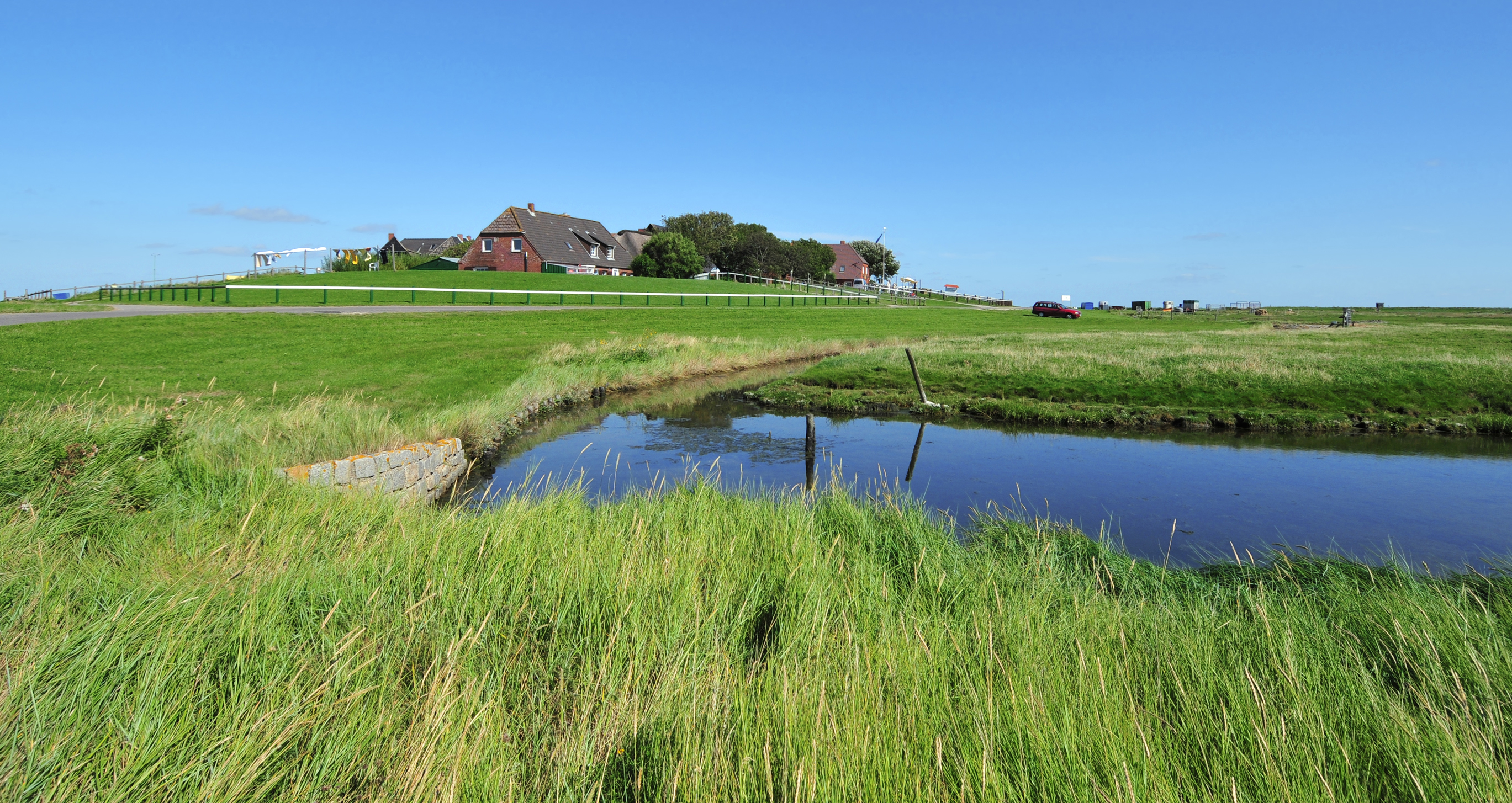
Backenswarft
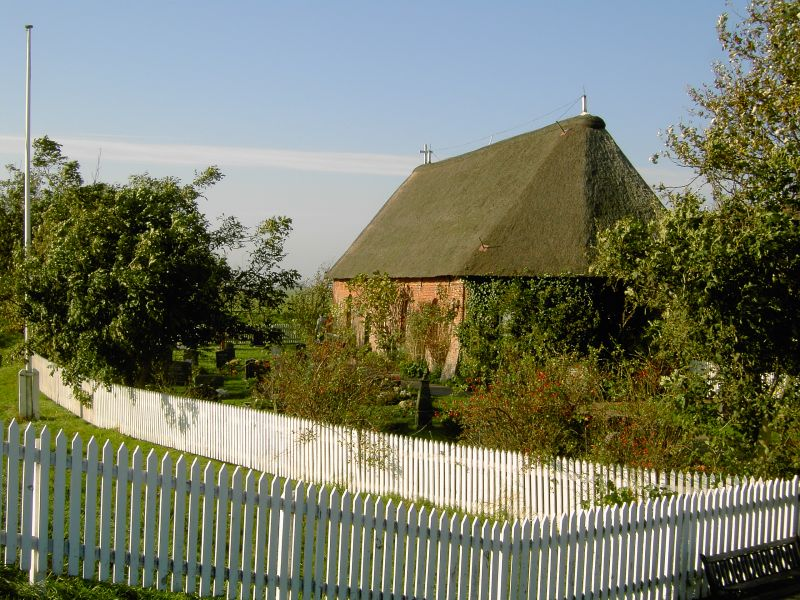
Església
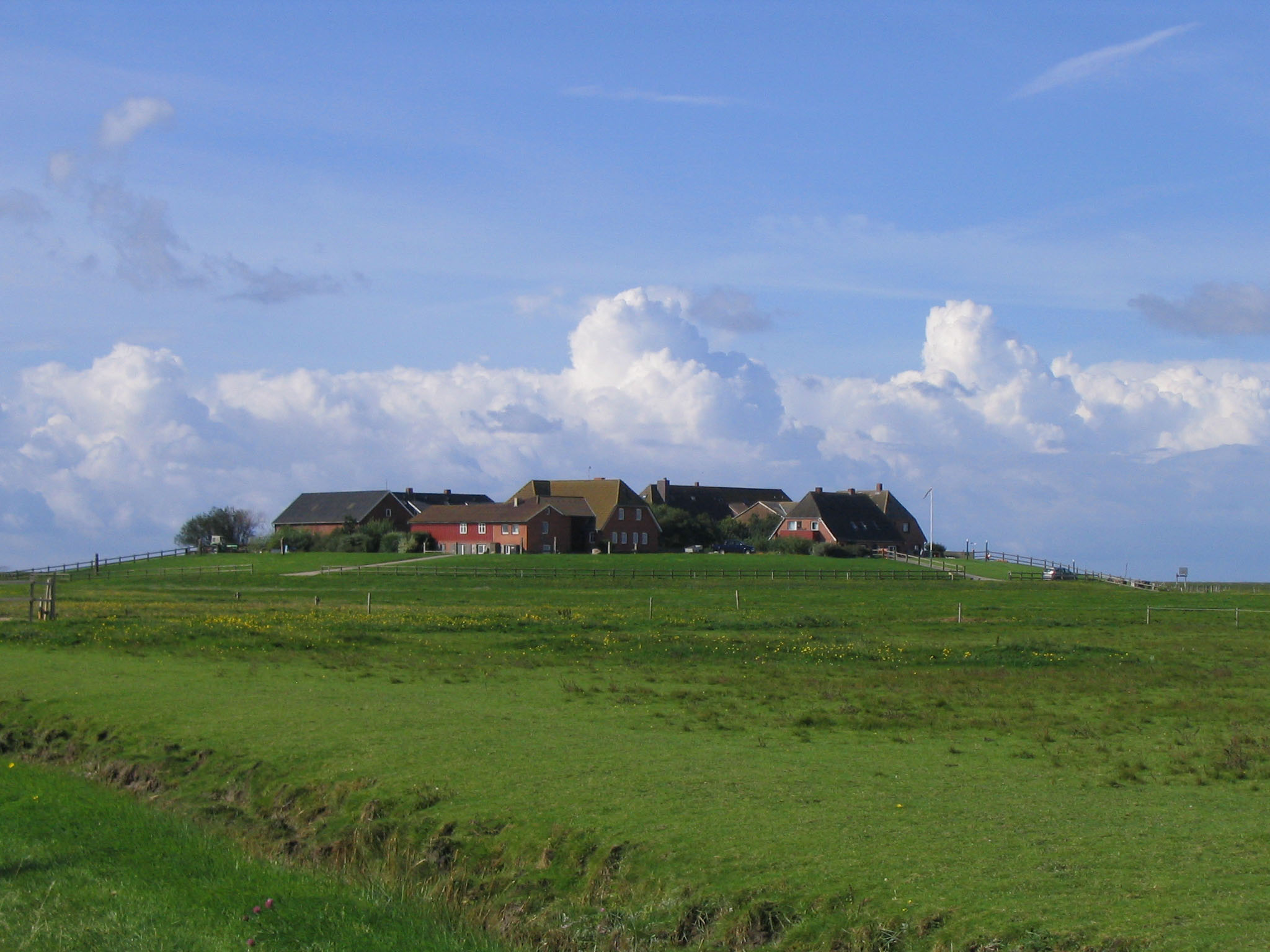
Vista del municipi